# Thành phố trực thuộc trung ương (Trung Quốc)
Thành phố trực thuộc trung ương (tiếng Trung: 直轄市/直辖市; bính âm: zhíxiáshì, phiên âm Hán-Việt: trực hạt thị) là thành phố cấp cao nhất ở Cộng hòa Nhân dân Trung Hoa và Đài Loan. Đây là đơn vị hành chính tương đương cấp tỉnh. Cả Cộng hòa Nhân dân Trung Hoa và Trung Hoa Dân Quốc đều áp dụng quy chế thành phố trực thuộc trung ương, tuy nhiên mức độ có khác nhau. Thành phố trực thuộc trung ương là các thành phố lớn, có tầm quan trọng về mặt chính trị, văn hóa, kinh tế, giao thông. Trong các thành phố trực thuộc trung ương của Cộng hòa Nhân dân Trung Hoa, Trùng Khánh là thành phố có diện tích lớn nhất, rộng hơn tỉnh nhỏ nhất là tỉnh Hải Nam.
Cộng hòa Nhân dân Trung Hoa (Trung Quốc) hiện có 4 thành phố trực thuộc trung ương là: 
- Bắc Kinh (北京) (thủ đô),
- Thượng Hải (上海) (thủ đô kinh tế),
- Trùng Khánh (重庆) (thành phố có diện tích lớn nhất và đông dân nhất)

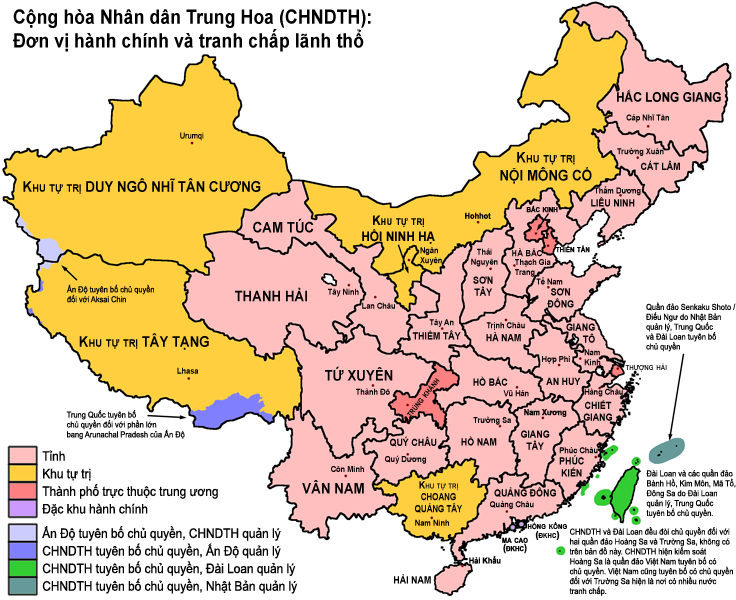
Các thành phố trung ương được tô màu hồng sậm.

- Thiên Tân (天津).